# Balzers
Balzers é uma cidade e uma comunidade localizada no sul do Liechtenstein. 

## História e Cultura
Historicamente, o formato atual da cidade consiste em duas diferentes vilas, a atual Balzers a leste e Mäls a oeste. Imperceptível a quem não estiver atento, a divisão ainda persiste na cultura local, onde há competições que são disputadas com alguma seriedade. Alguns costumes, como o Funken, um cerimonial ocorrido na primavera, envolvendo uma fogueira ao ar livre, ainda é praticado por cada uma das vilas, separadamente. As duas partes foram mencionadas pela primeira vez no ano de 842.

## Heliporto
Não há aeroportos no Liechtenstein, mas Balzers possui um pequeno heliporto disponível para voos charter. O heliporto é a base de três helicópteros governamentais, sendo um para a polícia do Liechtenstein, um para os bombeiros e serviços de resgate, e um terceiro para uso go governo (usado principalmente pela Família Real).